# Laura Strik
Laura Strik (Oss, 27 juni 1996) is een Nederlandse voetbalster die uitkomt voor PSV in de Vrouwen Eredivisie.

## Type speler
Naast voetbal hield Strik zich als meisje bezig met atletiek. Ze blonk met name uit op de lange afstanden. PSV typeert haar als een atletische middenvelder, die uitblinkt in loopvermogen. Zelf omschrijft Strik zich als een box-to-box speler.

## Clubcarrière

### Jeugd
Strik begon haar voetbalcarrière als negenjarige tussen de jongens bij RKSV Margriet in Oss. Met ingang van het seizoen 2013/14 maakte ze de overstap naar CTO Eindhoven, waar ze één jaar uitkwam voor het CTO Eindhoven Talent Team.

### Professioneel
Als stagiaire van CTO Eindhoven speelde Strik aan het einde van het seizoen 2013/14 twee wedstrijden voor PSV/FC Eindhoven in de Women's BeNe League. Ze debuteerde op 23 mei 2014 in de met 1-0 gewonnen thuiswedstrijd tegen ADO Den Haag. Vervolgens maakte ze in de zomer van 2014 de overstap naar PSV/FC Eindhoven. In het tweede seizoen van haar contract (2015/16) ging de club verder als PSV, dat uitkwam in de opnieuw opgestarte Vrouwen Eredivisie.
Strik speelde vanaf het seizoen 2016/17 vier jaar bij sc Heerenveen. Ze maakte de overstap naar sc Heerenveen om meer speelminuten te maken en zich verder te ontwikkelen. Bij Heerenveen werd ze een dragende speler op het middenveld. De laatste drie seizoenen was Strik aanvoerder van de Friese ploeg.
In de zomer van 2020 keerde Strik terug bij PSV. In de twee seizoenen na haar terugkeer werd ze geplaagd door blessures. De ernstigste daarvan was een afgescheurde voorste kruisband in februari 2021. Vanaf de tweede helft van het seizoen 2022/23 veroverde Strik een vaste basisplaats bij PSV. Tijdens de voorbereiding op het seizoen scheurde ze in augustus 2024 opnieuw haar voorste kruisband af, waardoor ze het seizoen 2024/25 naar verwachting niet in actie zal komen.

## Carrièrestatistieken
| Seizoen         | Club               | Competitie      | Competitie | Competitie | KNVB Beker | KNVB Beker | Champions League | Champions League | Eredivisie Cup | Eredivisie Cup | Totaal | Totaal |
| Seizoen         | Club               | Competitie      | Wed.       | Dlp.       | Wed.       | Dlp.       | Wed.             | Dlp.             | Wed.           | Dlp.           | Wed.   | Dlp.   |
| --------------- | ------------------ | --------------- | ---------- | ---------- | ---------- | ---------- | ---------------- | ---------------- | -------------- | -------------- | ------ | ------ |
| 2013/14         | PSV / FC Eindhoven | BeNe League     | 2          | 0          | ?          | ?          | –                | –                | –              | –              | 2      | 0      |
| 2014/15         | PSV / FC Eindhoven | BeNe League     | 17         | 1          | ?          | ?          | –                | –                | –              | –              | 17     | 1      |
| 2015/16         | PSV                | Eredivisie      | 15         | 0          | ?          | ?          | –                | –                | –              | –              | 15     | 0      |
| 2016/17         | sc Heerenveen      | Eredivisie      | 25         | 2          | ?          | ?          | –                | –                | –              | –              | 25     | 2      |
| 2017/18         | sc Heerenveen      | Eredivisie      | 23         | 2          | ?          | ?          | –                | –                | –              | –              | 23     | 2      |
| 2018/19         | sc Heerenveen      | Eredivisie      | 25         | 3          | ?          | ?          | –                | –                | –              | –              | 25     | 3      |
| 2019/20         | sc Heerenveen      | Eredivisie      | 11         | 3          | ?          | ?          | –                | –                | ?              | ?              | 11     | 3      |
| 2020/21         | PSV                | Eredivisie      | 1          | 0          | 1          | 0          | 0                | 0                | 1              | 1              | 3      | 1      |
| 2021/22         | PSV                | Eredivisie      | 5          | 0          | 0          | 0          | 0                | 0                | 2              | 0              | 7      | 0      |
| 2022/23         | PSV                | Eredivisie      | 9          | 1          | 4          | 2          | –                | –                | 2              | 1              | 15     | 4      |
| 2023/24         | PSV                | Eredivisie      | 18         | 0          | 1          | 0          | –                | –                | 2              | 0              | 21     | 0      |
| 2024/25         | PSV                | Eredivisie      |            |            |            |            |                  |                  |                |                |        |        |
| Carrière totaal | Carrière totaal    | Carrière totaal | 151        | 12         | 6          | 2          | 0                | 0                | 7              | 2              | 164    | 16     |

Bijgewerkt tot september 202400 ? : ontbrekend;0 – : niet van toepassing
Seizoen 2019/20 werd voortijdig beëindigd vanwege de coronapandemie.

## Interlandcarrière
Strik kwam in actie voor verschillende jeugdselecties van het Nederlands elftal. Met Oranje O16 won ze in juli 2012 het Nordic Tournament in Noorwegen. In de finale tegen Zweden scoorde ze de 1-0. Nederland won de finale na strafschoppen. In 2014 werd Strik in Noorwegen Europees Kampioen met Oranje O19.

## Erelijst
PSV
- KNVB Beker: 2021[20]

Nederland O19
- Europees Kampioen O19[19]

## Persoonlijk
Tijdens haar opleiding Toegepaste Wiskunde heeft Strik zich gespecialiseerd in data science en machine learning. Na haar voetbalcarrière wil ze haar expertise inzetten als data-analist in het voetbal.